# Paul Raab
Paul Raab (* 1. Jänner 1928 in Lupetschnig, Böhmen; † 17. April 1986 in St. Oswald bei Haslach) war ein österreichischer Politiker (ÖVP) und Volksschuldirektor. Er war von 1979 bis 1986 Mitglied des Bundesrates sowie von 1961 bis 1986 Bürgermeister von Sankt Oswald.

## Ausbildung und Beruf
Raab besuchte Volksschule, Hauptschule sowie Handelsschule in Brüx, danach die Bundeslehrerbildungsanstalt in Linz, die er 1952 mit der Lehrbefähigungsprüfung für Volksschulen abschloss. Bereits ab 1950 war er Lehrer und Erzieher am Marianum in Freistadt und wurde 1954 Leiter der Volksschule von St. Oswald bei Haslach an der Mühl. 1979 wechselte als Leiter zur Volksschule nach Rohrbach in Oberösterreich.

## Politik und Funktionen
Raab trat der Österreichischen Volkspartei bei und wurde Mitglied im Österreichischen Arbeiter- und Angestelltenbund (ÖAAB). 1974 wurde er zum Hauptbezirksobmann des ÖAAB Rohrbach gewählt. Von 22. Oktober 1961 bis 13. Juni 1986 übte er das Amt des Bürgermeisters der Gemeinde St. Oswald bei Haslach an der Mühl aus. Er engagierte sich in der Gewerkschaftsbewegung und war ab 1965 Vorsitzender der Landessektion Pflichtschullehrer der Gewerkschaft öffentlicher Dienst Oberösterreich. 1976 wurde er Vorsitzender-Stellvertreter der Gewerkschaft Öffentlicher Dienst Oberösterreich und gehörte ab 1977 als Mitglied dem Zentralvorstandes der Gewerkschaft Öffentlicher Dienst an. Von 1967 bis 1979 war Raab Obmann des Zentralausschusses für Landeslehrer an Allgemeinbildenden Pflichtschulen beim Amt der Oberösterreichischen Landesregierung und ab 1967 Mitglied des Kollegiums des Landesschulrates für Oberösterreich. 1968 wurde er Vorstandsmitglied der Raiffeisenkasse St. Oswald bei Haslach an der Mühl.
Raab war vom 25. Oktober 1979 bis zum 17. April 1986 Mitglied des Bundesrates. Er engagierte sich in der Sudetendeutschen Landsmannschaft und war ab 1984 deren Obmann.

## Ehrungen

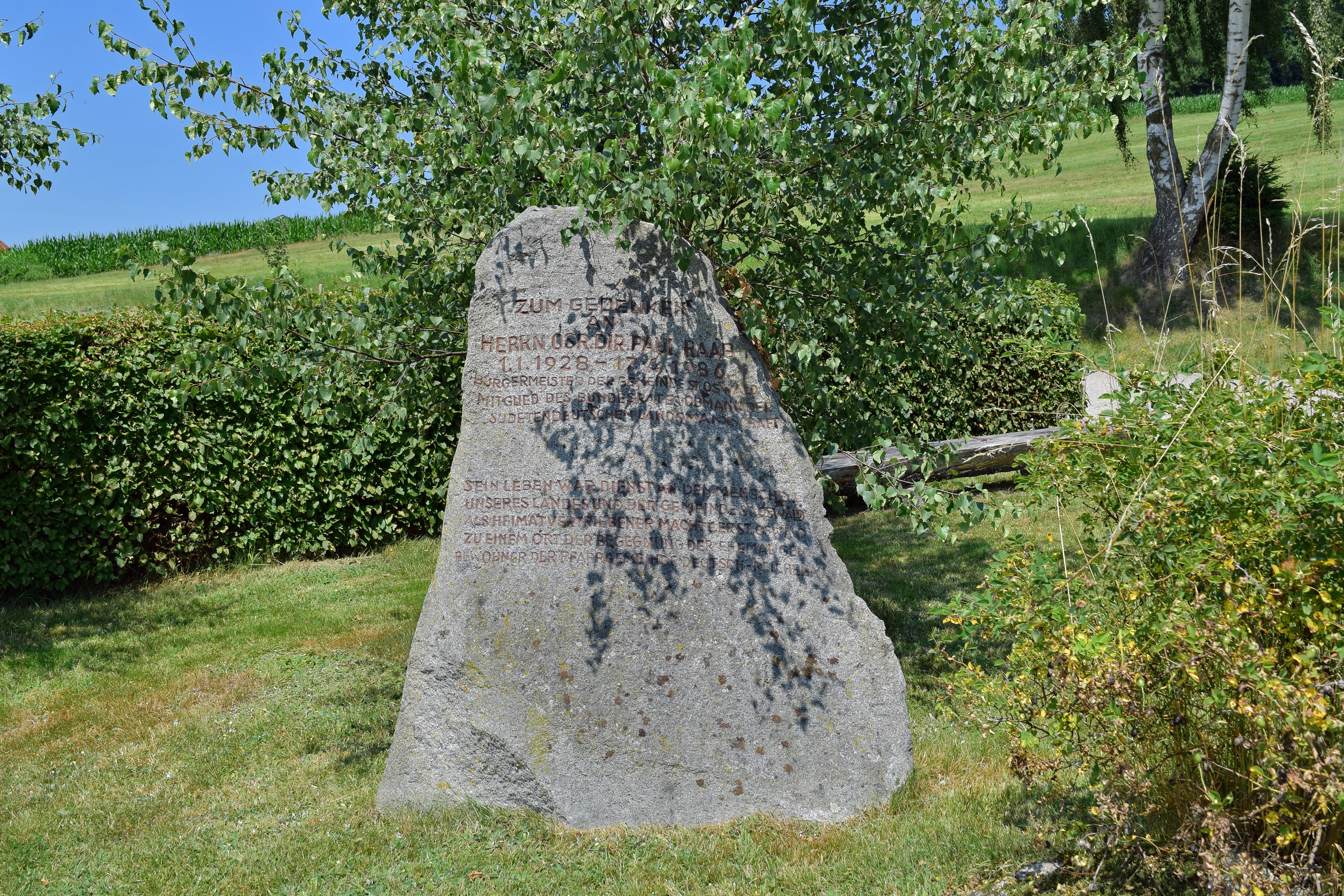
Gedenkstein für Paul Raab als Teil des Vertriebenendenkmals

- 1985: Ehrenzeichen in Gold der Sudetendeutschen Landsmannschaft in Österreich
- Gedenkstein beim Vertriebenendenkmal in St. Oswald bei Haslach